# Surayyo Ahmadjonova
Surayyo Ahmadjonova (* 20. Dezember 1992) ist eine usbekische Badmintonspielerin. 

## Karriere
Surayyo Ahmadjonova startete 2012 bei den Badminton-Asienmeisterschaften im Damendoppel und im Mixed. In beiden Disziplinen schied sie in der ersten Runde aus. Bei den Bahrain International 2014 siegte sie im Doppel mit Mariya Pakina. Im Mixed wurde sie bei derselben Veranstaltung Dritte.